# Símbols d'Austràlia Meridional
L'estat australià d'Austràlia Meridional ha establert diversos símbols oficials.
| Símbol        | Nom                                                       | Imatge                               | Adopció | Observacions |
| ------------- | --------------------------------------------------------- | ------------------------------------ | ------- | --- |
| Escut d'armes | Escut d'armes d'Austràlia Meridional                      | Escut d'armes d'Austràlia Meridional | 1984    | Proclamat el 19 d'abril de 1984. Al centre de l'escut hi ha una rodella daurada amb la garsa australiana amb les ales desplegades sobre una branca d'eucaliptus. L'escut d'armes s'aixeca sobre una muntanya herbosa, on hi ha vinyes, tiges de blat i ordi, cítrics, 2 rodes dentades i una pic de miner.      |
| Motto         | South Australia                                           |                                      | 1984    | Austràlia Meridional. |
| Bandera       | Bandera d'Austràlia Meridional                            | Bandera d'Austràlia Meridional       | 1904    | Basada en el pavelló blau britànic, carrega al vol una rodella daurada que representa el sol naixent, dins el qual hi ha amb una garsa australiana, ocell oficial de l'estat, amb les ales desplegades i sobre una branca d'eucaliptus. Fou proclamada oficial el 13 de gener de 1904.                          |
| Insígnia      | Insígnia d'Austràlia Meridional                           | Insígnia d'Austràlia Meridional      | 1904    | La insígnia fou aprovada el 14 de gener de 1904. El dibuix original de la garsa australiana el va fer l'any 1904 Robert Craig de l'Escola d'Arts. Un dibuix posterior el va fer el 1910 Harry P Gill, que era el director de l'Escola d'Arts.                                                                   |
| Color         | Blau marí, roig i or                                      |                                      | 1982    | El 25 de novembre de 1982, els colors blau marí (Pantone 295), roig (Pantone 199) i or (Pantone 137) foren nomenats oficialment com els color estatals d'Austràlia Meridional. |
| Animal        | Uombat de musell pelut meridional (Lasiorhinus latifrons) | Uombat de musell pelut meridional    | 1970    | Fou nomenat oficialment l'emblema animal el 27 d'agost de 1970. |
| Flor          | Swainsona formosa                                         | Swainsona formosa                    | 1961    | La flor va ser adoptada com a emblema floral el 23 de novembre de 1961. És originària de les regions àrides del centre i nord-oest d'Austràlia, i la seva distribució s'estén per tots els estats d'Austràlia continental amb l'excepció de Victòria.                                                           |
| Ocell         | Garsa australiana (Gymnorhina tibicen)                    | Carnisser flautista                  | 1904    | La Garsa australiana figura a l'escut d'armes i a la bandera des del 1904. |
| Gemma         | Òpal                                                      | Òpal                                 | 1985    | El safir va ser nomenat gemma oficial estatal el 15 d'agost de 1985. La ciutat de Coober Pedy al nord de l'estat és una font important amb més de 70 camps d'òpal al seu voltant. |
| Mineral       | Bornita                                                   | Bornita                              | 2017    | La bornita va ser nomenada oficialment l'emblema mineral el 28 de juny de 2017. |
| Peix          | Cavallet de mar foliaci (Phycodurus eques)                | Cavallet de mar foliaci              | 2001    | És un peix marí emparentat amb el cavallet de mar, i és autòcton de les aigües que voregen les costes sud i oest d'Austràlia, i generalment viu en aigües temperades i poc profundes. |
| Fòssil        | Spriggina                                                 | Spriggina                            | 2001    | L'Spriggina va ser nomenada oficialment l'emblema fòssil el 14 de febrer de 2017. El gènere va rebre el nom per Reg Sprigg que va descobrir els fòssils als turons Ediacara —part de la carena de Flinders a Austràlia Meridional— i va ser un defensor del seu reconeixement com a organismes pluricel·lulars. |
| Tartà         |                                                           |                                      | 2018    | El disseny va ser acceptat oficialment el 2008 per l'Associació Escocesa i va ser adoptat oficialment per a l'estat d'Austràlia Meridional el 10 de febrer de 2018. |
|               |                                                           |                                      |         | |